# Frankenstein 90
Pour plus de détails, voir Fiche technique et Distribution.
Frankenstein 90 est une comédie française réalisée par Alain Jessua, sortie en 1984.

## Synopsis
Parodie française du film fantastique culte Frankenstein.

## Fiche technique
- Titre : Frankenstein 90
- Réalisation : Alain Jessua, assisté de Michel Béna
- Scénario : Paul Gégauff et Alain Jessua, d'après le roman Frankenstein ou le Prométhée moderne, de Mary Shelley
- Production : Louis Duchesne et Alain Jessua
- Musique : Armando Trovaioli
- Photographie : William Lubtchansky
- Montage : Hélène Plemiannikov
- Décors : Thierry Flamand et Christian Grosrichard
- Costumes : Françoise Disle et Cat Styvel
- Maquillage : Dominique Colladant et Reiko Kruk
- Son : Michel Vionnet
- Pays d'origine : France
- Format : Couleurs - 1,66:1 - Mono - 35 mm
- Genre : Comédie horrifique
- Durée : 100 minutes
- Date de sortie : France : 14 août 1984

## Distribution
- Jean Rochefort : Victor Frankenstein
- Eddy Mitchell : Frank
- Fiona Gélin : Elizabeth
- Herma Vos : Adelaïde
- Ged Marlon : l'inspecteur
- Serge Marquand : le commissaire
- Anna Gaylor : Corona
- Marc Lavoine : une créature
- Cécile Auclert

## Autour du film
- Le tournage s'est déroulé à Coye-la-Forêt, ainsi qu'à la station de ski des Deux Alpes. Les scènes du château sont celui du château de Val, proche de Bort les Orgues en Corrèze.
- À noter, une petite apparition de Marc Lavoine, alors en début de carrière, dans le rôle d'une créature cybernétique[1].

## Distinctions
- Prix du meilleur scénario et du meilleur acteur pour Eddy Mitchell, et nomination au prix du meilleur film lors du festival Fantasporto en 1985.